# Famille de Sarrazin
La famille de Sarrazin est une famille subsistante de la noblesse française, originaire d'Auvergne, et dont deux branches cadettes ont fait souche en Limousin.

## Histoire
Géraud Sarrazin, seigneur de la Jugie, marié avec Jeanne de Saint-Yrieix, dame de la Fosse et de Saint-Déonis, aurait eu pour fils, selon Albert Remacle :
- Jean Sarrazin, seigneur de la Jugie, né vers 1435, marié avec Jeanne Escot, dame de Bonnefont, auteurs de la branche ainée de Bonnefont
- Guillaume Sarrazin, seigneur de la Fosse et de Saint-Déonis, né vers 1440, marié le 28 juillet 1463 avec Dauphine de Varvasse, auteurs des branches de Noizière et de la Fosse

Louis Sarrazin, descendant de Guillaume, gentilhomme de la chambre du Roi, marié le 19 février 1591 avec Marguerite Valette, dame de Fressanges, eut pour fils :
- Jacques Sarrazin, marié avec Jeanne de L'Estang, auteurs de la branche de Noizière, en Corrèze
- Jean François Sarrazin, seigneur de la Fosse, marié le 14 juillet 1624 avec Marie de Bosredon, auteurs de la branche de la Fosse, implantée en Corrèze

La branche de Bonnefont fut maintenue noble en 1667 à Clermont-Ferrand par Bernard de Fortia.

La branche de la Fosse fut maintenue noble en 1666 à Limoges par Henri d'Aguesseau. 

## Personnalités
- Gilbert de Sarrazin (1732-1825), député de la noblesse aux États généraux de 1789[4].
- Adrien de Sarrazin (1775-1852), écrivain, chef de cabinet d'Élie Decazes

## Armoiries
- La famille de Sarrazin porte un écu d'argent à la bande de gueules chargée de trois coquilles d'or[5].